# 김재호 (1930년)
김재호(金在鎬, 1930년 4월 20일~2019년 4월 20일)는 대한민국의 공무원 출신 정치가, 기업인이다.
제11·12대 국회의원을 지냈다. 출생지는 전라남도 광양군 골약면 태인리 용지마을, 본관은 김해(金海), 호는 우당(藕堂).

## 학력
- 순천고등학교 졸업
- 서울대학교 법과대학 졸업
- 서울대학교 행정대학원 졸업
- 일본 도쿄대학 대학원 졸업
- 미국 미주리 대학교 대학원 졸업

## 경력
- 1962년 11월 ~ 1964년 6월 전라남도 장성군수(관선)
- 1964년 2월 ~ 1966년 2월 강진군수(관선)
- 1971년 8월 ~ 1973년 2월 여수시장(관선)
- 1978년 5월 헌법위원회 행정실 실장
- 1981년 한일친선협회중앙회 상임이사
- 1985년 6월 한일의원연맹 부간사장
- 1989년 건영통상 대표이사
- 1999년 건영통상 상임고문
- 1993년 5월 한일친선협회중앙회 부이사장
- 제15~16대 전경련최고경영자과정총동문회 회장
- 1999년 ~ 2000년 2월 서울대학교 기독교 동문회 회장
- 2001년 ~ 2002년 대한민국헌정회 정책위원회 부의장
- 2015년 4월 한일친선협회중앙회 이사장
- 일본문화진흥회 수석 최고고문
- 대한민국헌정회 이사
- 민주평화통일자문회의 자문위원
- 미국국제학사원에서 정치학박사 수여
- 미국국제학사원에서 세계평화상 수상
- 이스라엘법인 세계기독신도연맹 총재
- 한일친선협회중앙회 수석부회장

## 수상
- 대한민국수교훈장 숭례장[1]

## 역대 선거 결과
|  | 21.05% |

|  | 30.42% |

## 가족 관계
- 배우자 정숙자
  - 아들 김태호
  - 딸: 김경의, 김미정, 김은정